# Alquézar
Alquézar (en aragonés Alquezra) es un municipio y localidad española de la comarca Somontano de Barbastro, en la provincia de Huesca, comunidad autónoma de Aragón
Alquézar está acreditado como uno de los pueblos más bellos de España y forma parte de la asociación Los Pueblos Más Bonitos de España desde el año 2015.

## Geografía
Está situado en la margen derecha del río Vero, en su último cañón, al pie de las sierras de Balcez y Olsón. Dista de Huesca 51 km.
Parte de su término municipal está ocupado por el parque natural de la Sierra y los Cañones de Guara.

### Núcleos asociados
- Radiquero
- San Pelegrín

## Historia

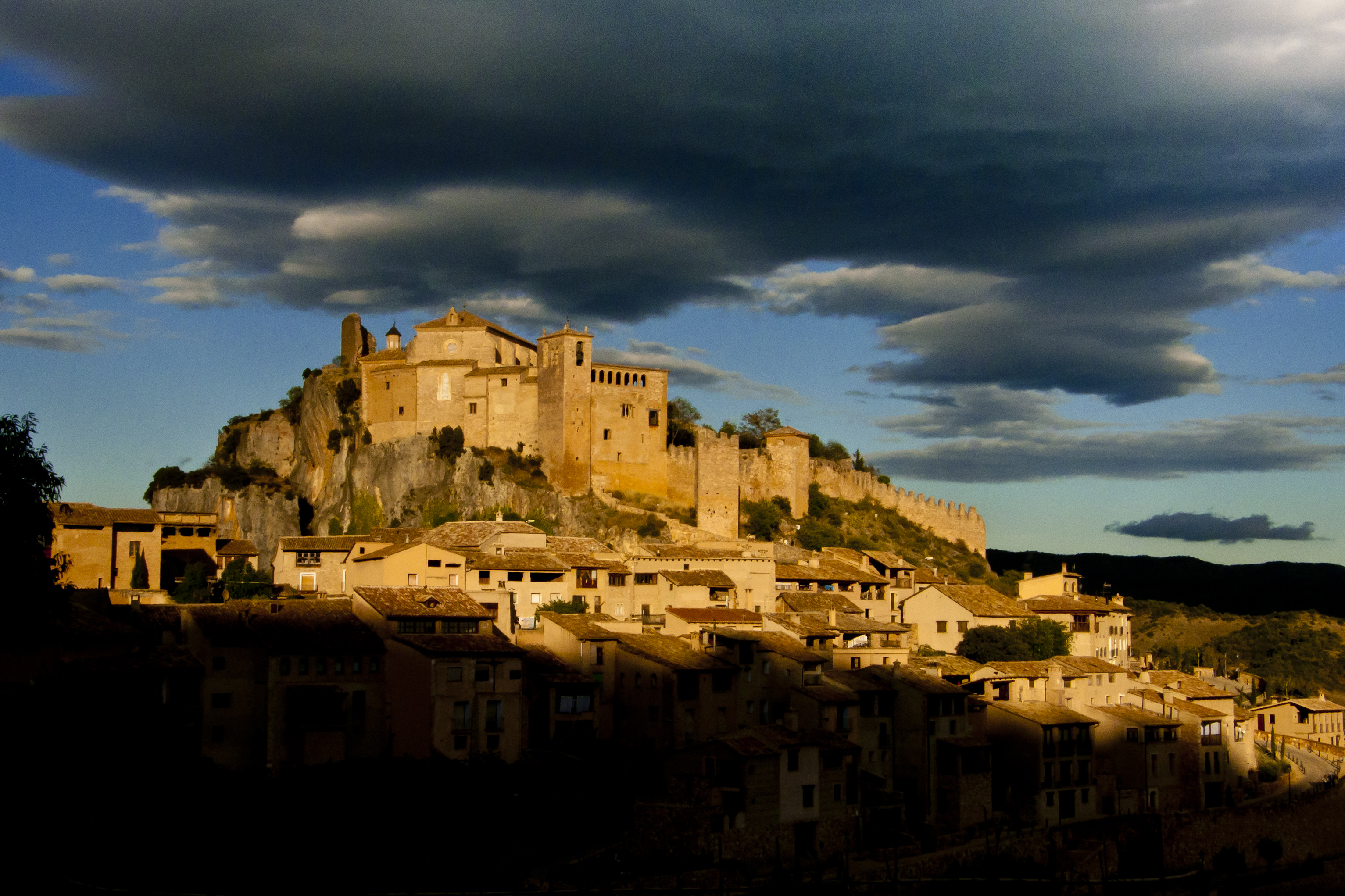
Vista general de la villa

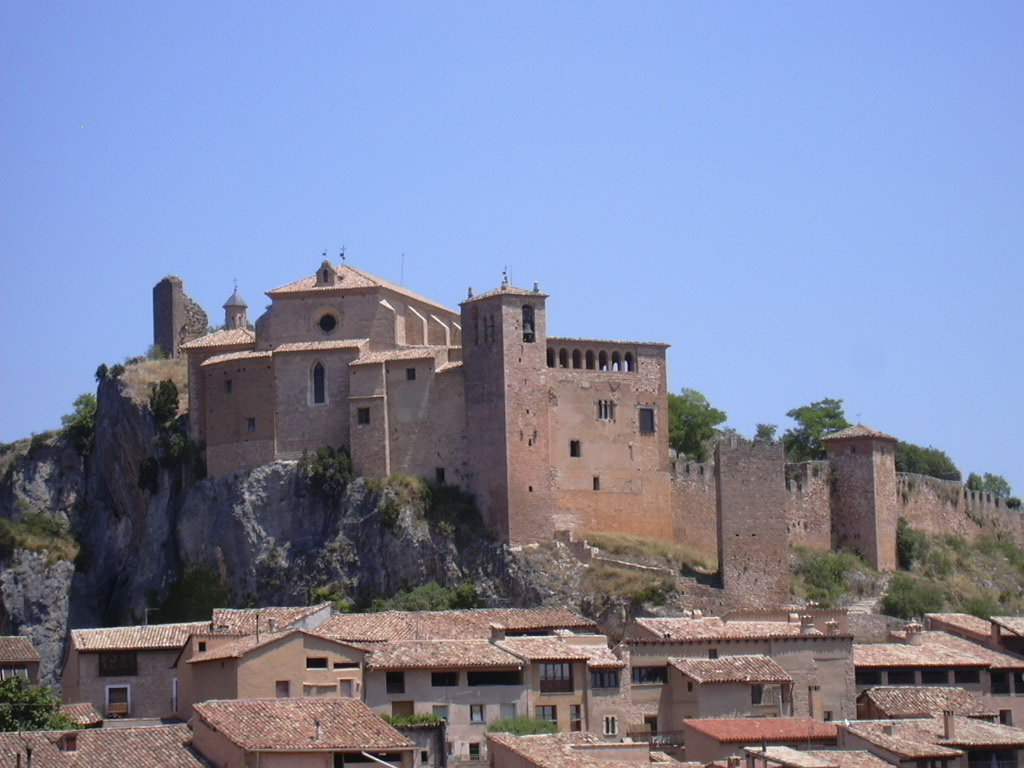
Vista de la colegiata

- Debe su nombre al castillo o al-qasr construido para defender el acceso a la Barbitania.
- Siglo IX. Jalaf ibn Rashid mandó construir el castillo y se convirtió en el principal punto de defensa de Barbastro frente a los reinos cristianos del Sobrarbe.
- El 28 de agosto de 1067, el rey Sancho Ramírez de Aragón concedió la villa de Beranuy y Santa María de Sabiñánigo al abad de Fanlo "porque fabricasteis la torre en Alquézar" (CANELLAS, Cartulario de Fanlo, nº. 46).
- El 27 de abril de 1069 Sancho Ramírez, concedió fueros a Alquézar (LACARRA, Documentos, nº. 2).
- En 1075 Sancho Ramírez, concedió privilegios a Alquézar "cuando se levantó el sitio de los sarracenos" (MUÑOZ, Colección de fueros, p. 252).

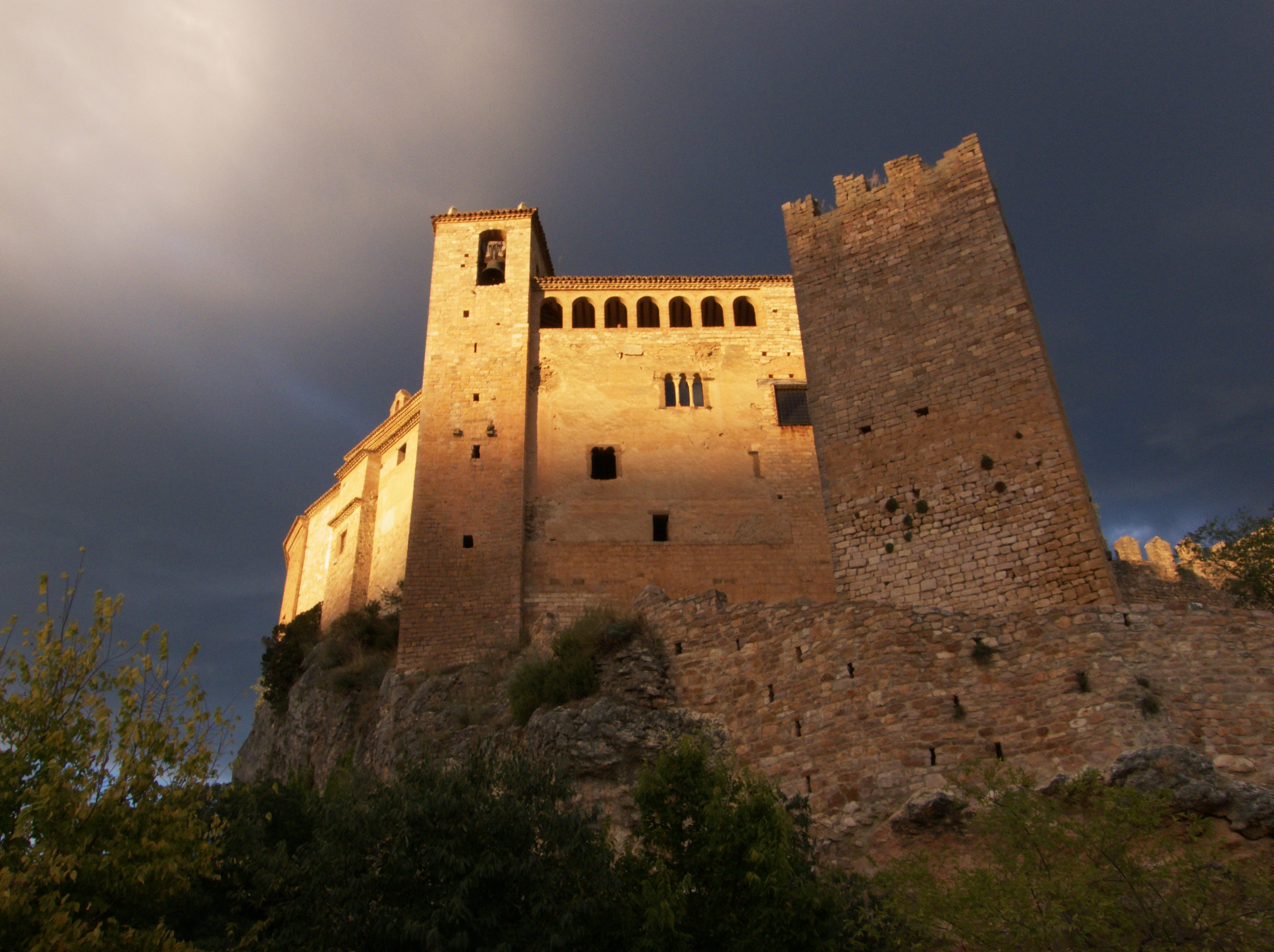
Colegiata de Santa María la Mayor

- En febrero de 1125 el rey Alfonso I el Batallador otorgó fueros a Alquézar (LACARRA, Documentos, nº. 115).
- Fue de realengo desde su conquista hasta 1202 (MIRET, Itinerario de Pedro II, p. 266).
- En 1218 el rey Jaime I de Aragón dio al obispo de Tortosa la iglesia de Alquézar (HUICI-CABANES, Documentos, nº. 12).
- El 6 de febrero de 1233, estando en Sariñena, Jaime I de Aragón concedió a Artal de Foces el castillo y villa de Alquézar (HUICI-CABANES, Documentos de Jaime I, nº. 176).
- El 25 de septiembre de 1245 Jaime I de Aragón confirmó a los hombres de Alquézar los fueros dados por el rey Sancho Ramírez, otorgando los privilegios de feria y mercado (HUICI-CABANES, Documentos, nº. 413).

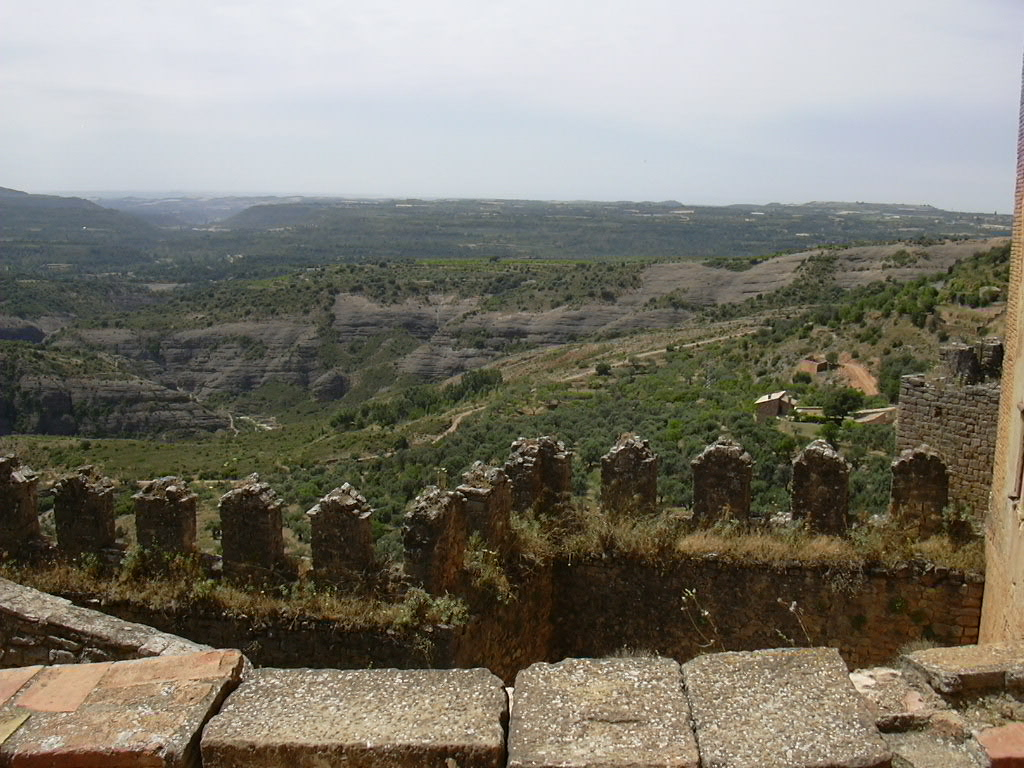
Vista del valle del Vero desde la colegiata

- El 28 de enero de 1290 era de realengo (SINUÉS, Nº. 195).
- En 1295 era de realengo (Codoín, 39, p. 299).
- En 1327 se deslindaron los dominios entre los términos de Alquézar y Alberuela de la Liena (NAVARRO TOMÁS, Documentos lingüísticos, nº. 103).
- El 5 de septiembre de 1357 el rey Pedro IV de Aragón vendió a Pedro Jordán de Urriés el castillo y villa de Alquézar (SINUÉS, nº. 196).
- El 11 de junio de 1372 Pedro IV entregó el castillo y villa de Alquézar a Gonzalo González a cambio de Ricla (SINUÉS, nº. 198).
- El 22 de marzo de 1380 Violante de Urrea vendió el castillo, villa y aldeas de Alquézar al rey Pedro IV (SINUÉS, nº. 203).
- El 1 de junio de 1398 el rey Martín I de Aragón confirmó la compra de Colungo por los de Alquézar (SINUÉS, nº. 205).
- En 1610 eran de Alquézar las poblaciones de Asque, Colungo, Buera, Radiquero y San Pelegrín (LABAÑA, p. 63).
- 1960 – 1970 se le unió Radiquero.
- En 1966 la colegiata fue declarado Monumento Histórico Artístico Nacional.
- En 1982 el casco urbano fue declarado conjunto histórico-artístico.

## Demografía
Alquézar cuenta con una población de 338 habitantes (INE 2024).
| Gráfica de evolución demográfica de Alquézar entre 1842 y 2021 |
| |
| Población de derecho según los censos de población del INE Población de hecho según los censos de población del INE.En este censo se denominaba Alquézar y San Pelegrin: 1842 Entre el censo de 1970 y el anterior, crece el término del municipio porque incorpora a 22613 (Radiquero) |

## Economía
- Tradicionalmente la economía estaba basada en la agricultura de secano. Actualmente ha evolucionado hacia el sector servicios.

### Evolución de la deuda viva municipal
| Gráfica de evolución de Deuda viva del Ayuntamiento de Alquézar entre 2008 y 2019                                |
| |
| Deuda viva del Ayuntamiento de Alquézar en miles de Euros según datos del Ministerio de Hacienda y Ad. Públicas. |

## Administración y política

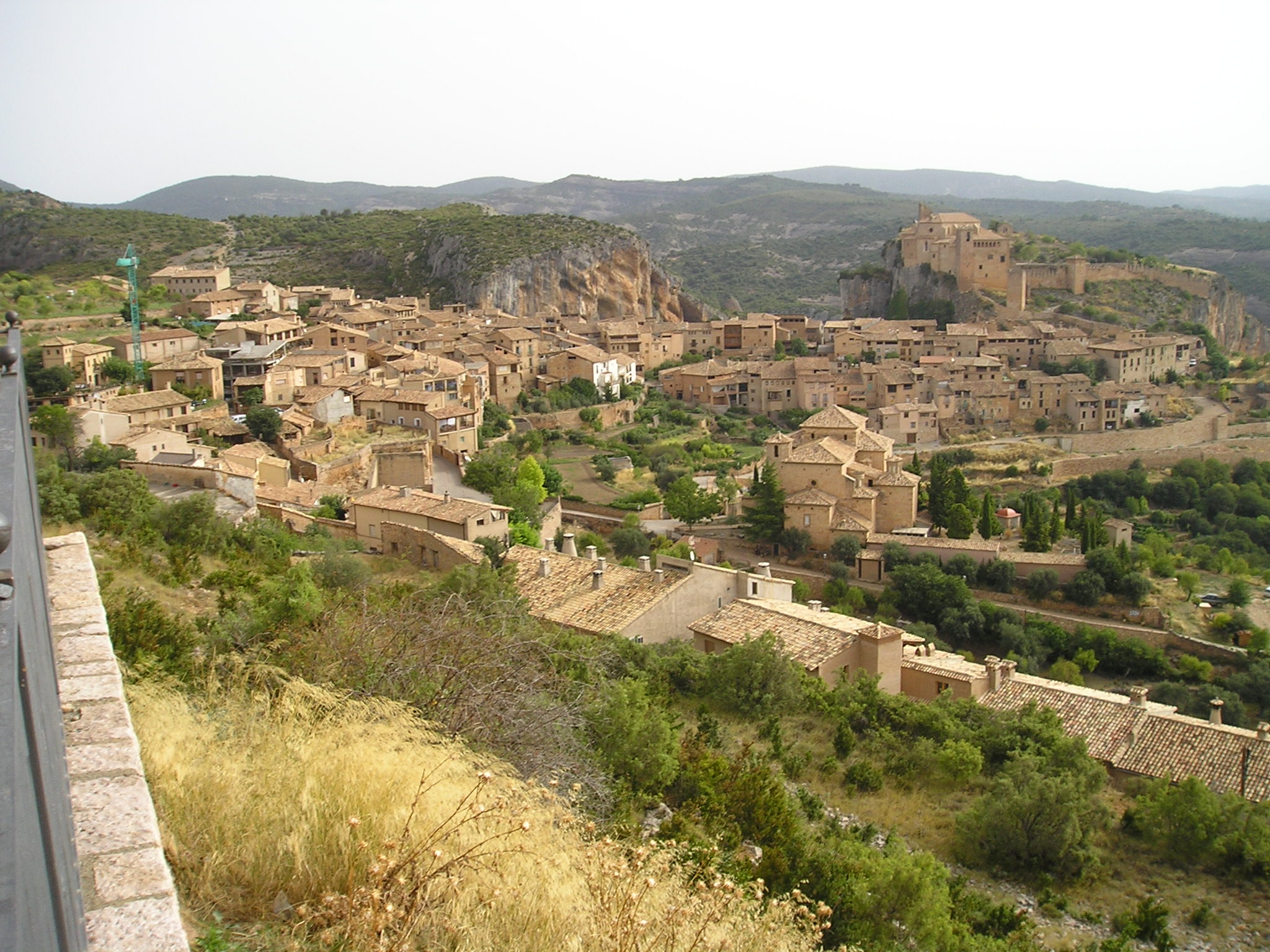
Vista de la villa de Alquézar, con el castillo-colegiata al fondo

| Período   | Alcalde                      | Partido |  |
| --------- | ---------------------------- | ------- |  |
| 1979-1983 | José Luis Rodellar Fumanal   | UCD     |  |
| 1983-1987 | José Luis Rodellar Fumanal   |         |  |
| 1987-1991 |                              |         |  |
| 1991-1995 |                              |         |  |
| 1995-1999 |                              |         |  |
| 1999-2003 |                              |         |  |
| 2003-2007 | José Mariano Altemir Lascorz | PSOE    |  |
| 2007-2011 | Santiago Santamaría          | PSOE    |  |
| 2011-2015 | José Mariano Altemir Lascorz | PSOE    |  |
| 2015-2019 | José Mariano Altemir Lascorz | PSOE    |  |
| 2019-2023 | José Mariano Altemir Lascorz |         |  |

| Partido político    | Partido político                                   | 2003   | 2007   | 2011   | 2015   | 2019   |
| Partido político    | Partido político                                   | Ediles | Ediles | Ediles | Ediles | Ediles |
|                     | Partido de los Socialistas de Aragón (PSOE-Aragón) | 5      | 3      | 5      | 6      | 6      |
|                     | Partido Popular de Aragón (PP)                     | —      | —      | 1      | 1      | 1      |
|                     | Partido Aragonés (PAR)                             | 2      | 3      | 1      | —      | —      |
|                     | Los Verdes-Grupo Verde (LV–GV)                     | —      | 1      | —      | —      | —      |
| Total de concejales | Total de concejales                                | 7      | 7      | 7      | 7      | 7      |

## Monumentos
- Casco urbano

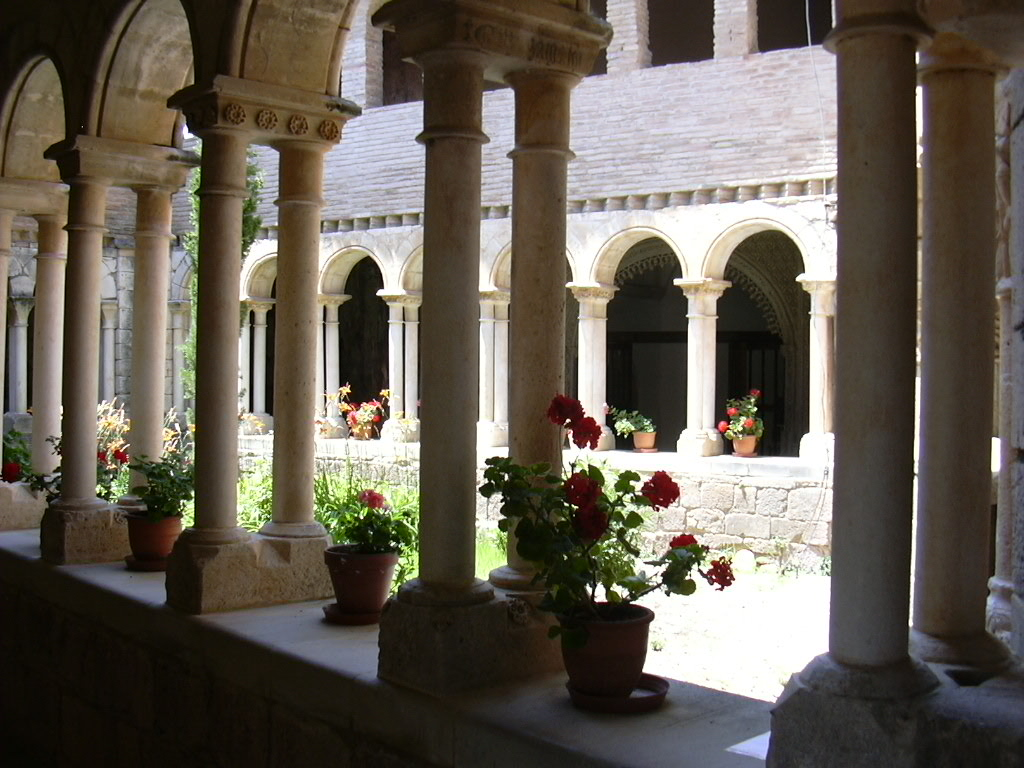
Claustro de la colegiata

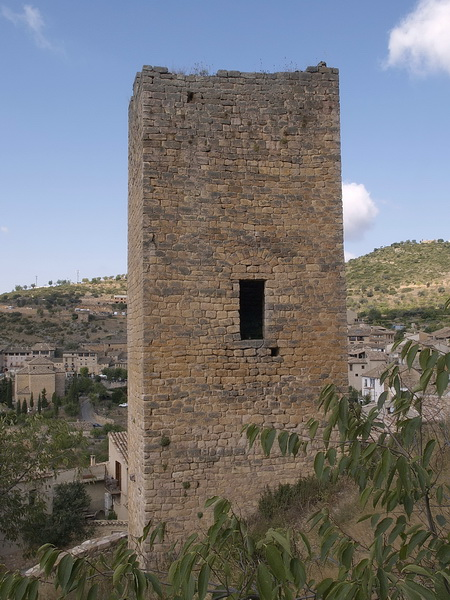
Único torreón existente del antiguo castillo de la colegiata

- Colegiata de Santa María la Mayor. Consagrada en noviembre de 1099
- Parroquia dedicada a San Miguel Arcángel

## Cultura
- Museo del siglo XVII con obras medievales, renacentistas y barrocas
- Museo Etnológico Casa Fabián
- Parque natural de la Sierra y Cañones de Guara
  - uno de los principales refugios de flora y fauna de Europa. Zona declarada Z.E.P.A. (Zona de especial protección para las aves) en la que habitan Quebrantahuesos, buitres, alimoches, halcones, milanos, etc.
- Parque Cultural del Río Vero
  - Se pueden visitar pinturas prehistóricas como el ciervo levantino de Chimiachas, junto a más de sesenta abrigos, como el de Quizans, así como otras manifestaciones artísticas y etnológicas.

## Fiestas
- En enero romería a la ermita de San Antonio.
- En enero, San Fabián.
- Segundo domingo de mayo, Romería a la ermita de Dulcis.
- Días 11 al 14 de agosto en honor de san Hipólito.
- Día 8 de noviembre en honor de san Nicóstrato.

## Deportes

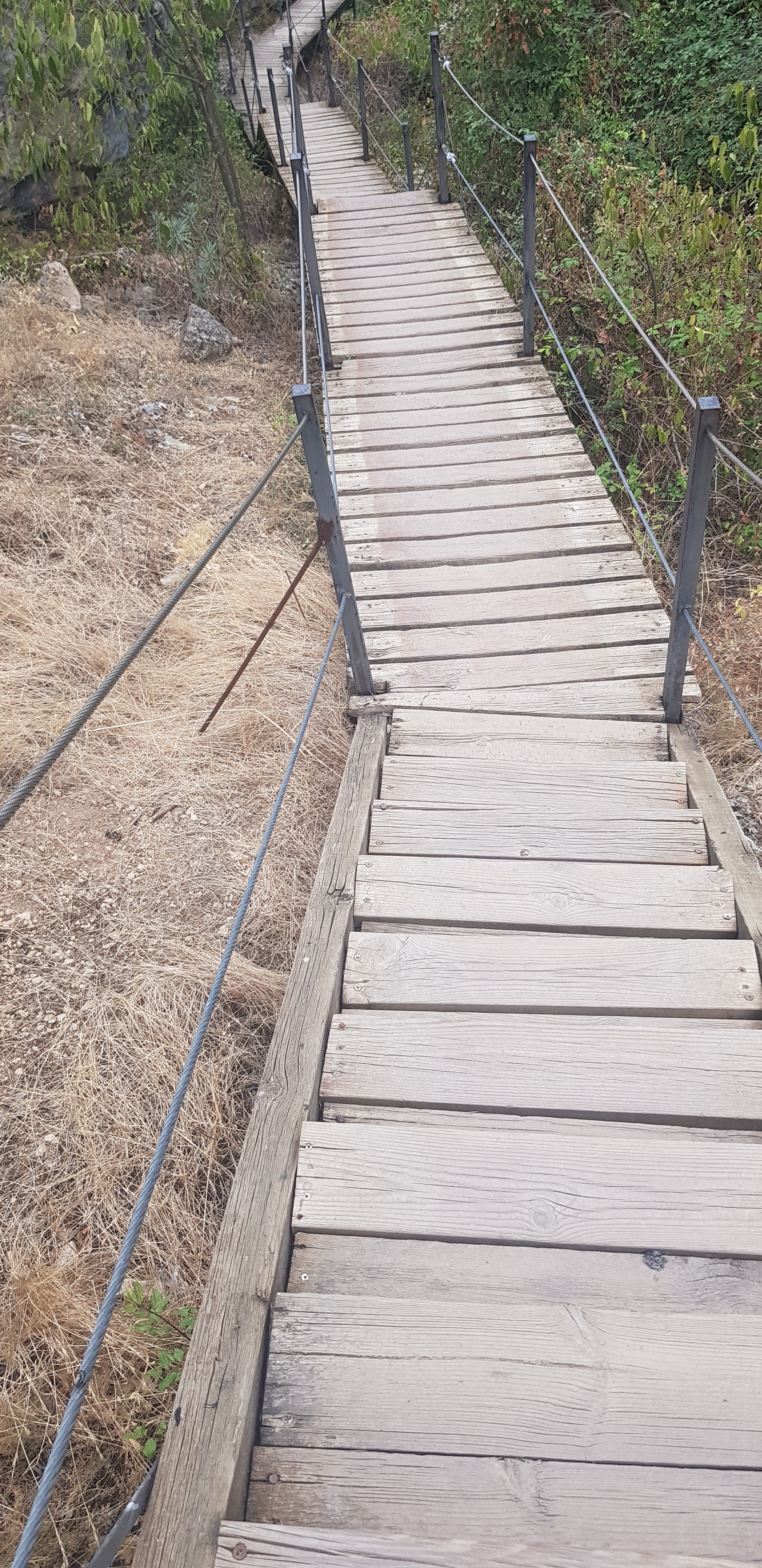
Ruta de las Pasarelas en el cañón del río Vero

El entorno del parque natural de la sierra de Guara ofrece muchas alternativas para los amantes de la naturaleza y los deportes de aventura: barranquismo, espeleología, escalada, excursiones a pie, a caballo o en bicicleta.